# Jean Lanier
Pour les articles homonymes, voir Lanier.
Eugène Le Boulaire dit Jean Lanier, est un acteur et un violoniste français, né le 2 août 1913 à Saint-Ouen et mort le 9 avril 1999 dans le 15e arrondissement de Paris.

## Filmographie

### Cinéma
- 1943 : Les Enfants du paradis de Marcel Carné - Film tourné en deux époques - Iago
- 1945 : Nuits d'alerte de Léon Mathot
- 1946 : Le Couple idéal de Bernard-Roland - Justex
- 1947 : La Dernière Chevauchée de Léon Mathot
- 1947 : Une belle garce de Jacques Daroy - Le dompteur
- 1948 : Docteur Laennec de Maurice Cloche
- 1949 : Ève et le Serpent de Charles-Félix Tavano
- 1949 : Les Vagabonds du rêve de Charles-Félix Tavano - Dalcourt
- 1950 : Fusillé à l'aube de André Haguet - Von Kellendor
- 1950 : Ce bon monsieur Durand de Charles-Félix Tavano - moyen métrage -
- 1952 : L'Appel du destin de Georges Lacombe - L'ami
- 1952 : Horizons sans fin de Jean Dréville
- 1952 : Il est minuit, Docteur Schweitzer de André Haguet - M. Cristal
- 1952 : La Pocharde de Georges Combret - Le professeur
- 1952 : Rayés des vivants de Maurice Cloche
- 1953 : Le Grand Pavois de Jack Pinoteau - Paul Aubry
- 1953 : Leur dernière nuit de Georges Lacombe - L'inspecteur
- 1953 : Raspoutine de Georges Combret - Le docteur
- 1953 : Si Versailles m'était conté... de Sacha Guitry - Diderot
- 1954 : La Cage aux souris de Jean Gourguet
- 1954 : La Reine Margot de Jean Dréville - Ambroise Paré
- 1955 : Gas-oil de Gilles Grangier - Le second commissaire
- 1955 : Les Hussards de Alex Joffé - Le colonel
- 1955 : Milord l'Arsouille de André Haguet
- 1955 : Un missionnaire de Maurice Cloche
- 1956 : Le Salaire du péché de Denys de La Patellière - Le pasteur
- 1957 : Montparnasse 19 de Jacques Becker - M. Hébuterne
- 1958 : À pied, à cheval et en spoutnik de Jean Dréville
- 1958 : Prisons de femmes de Maurice Cloche
- 1958 : Les Grandes Familles de Denys de La Patellière - Voisart
- 1959 : Marie des Isles de Georges Combret
- 1960 : Le Miracle des loups de André Hunebelle - Un évêque
- 1961 : L'Année dernière à Marienbad d'Alain Resnais
- 1961 : Cartouche de Philippe de Broca
- 1961 : La Fayette de Jean Dréville - Rochambaud
- 1961 : Le Petit Garçon de l'ascenseur de Pierre Granier-Deferre
- 1962 : Le Scorpion de Serge Hanin - Le directeur du chantier
- 1964 : Le Bluffeur de Sergio Gobbi - Burtin
- 1964 : La Peau douce de François Truffaut - Michel
- 1966 : La Sentinelle endormie de Jean Dréville - Duromel
- 1973 : L'Ironie du sort de Édouard Molinaro - Hauteclaire
- 1974 : Opération Lady Marlène de Robert Lamoureux - Le client de la poissonnerie
- 1975 : Docteur Justice de Christian Jaque - Le juge
- 1975 : Folies bourgeoises de Claude Chabrol - Le second invité
- 1976 : Le Jouet de Francis Veber - Un maître d'hôtel
- 1976 : Un éléphant ça trompe énormément de Yves Robert - Deschanels
- 1977 : Gloria de Claude Autant-Lara - Le colonel
- 1977 : Les Enquêtes du commissaire Maigret, épisode : Maigret, Lognon et les gangsters de Jean Kerchbron
- 1977 : On peut le dire sans se fâcher ou La Belle Emmerdeuse de Roger Coggio
- 1979 : Bête mais discipliné de Claude Zidi - Le colonel
- 1979 : L'école est finie de Olivier Nolin
- 1979 : L'Entourloupe de Gérard Pirès - Le marquis
- 1980 : C'est encore loin l'Amérique ? de Roger Coggio
- 1980 : L'Homme fragile de Claire Clouzot
- 1983 : Mesrine de André Génovès
- 1983 : Signes extérieurs de richesse de Jacques Monnet
- 1984 : Les Ripoux de Claude Zidi - L'officiel
- 1984 : La Vengeance du serpent à plumes de Gérard Oury - Gaston Lefébure

### Télévision
- 1962 : Quatrevingt-treize d'Alain Boudet
- 1962 : Font-aux-Cabres, téléfilm de Jean Kerchbron
- 1964 : La Terreur et la Vertu : Danton - Robespierre de Stellio Lorenzi
- 1964 : L'Abonné de la ligne U, feuilleton télévisé  de Yannick Andreï
- 1967 : Mary de Cork de Maurice Cazeneuve
- 1967 : Les Habits noirs, feuilleton télévisé de René Lucot
- 1967 : Les Enquêtes du commissaire Maigret de Claude Barma, épisode Cécile est morte : le directeur de la P.J.
- 1967 : Les Enquêtes du commissaire Maigret de René Lucot, épisode La Tête d'un homme : le directeur de la P.J.
- 1968 : Les Enquêtes du commissaire Maigret de Jean-Pierre Decourt, épisode Signé Picpus : le directeur de la P.J.
- 1968 : Les Enquêtes du commissaire Maigret de Claude Barma, épisode Félicie est là : le directeur de la P.J.
- 1969 : En votre âme et conscience, épisode L'Affaire Lacoste de  René Lucot
- 1970 : Les Enquêtes du commissaire Maigret de Claude Barma, épisode Maigret : le directeur de la P.J.
- 1970 : Lancelot du Lac de Claude Santelli : l'aveugle
- 1972 : Les Enquêtes du commissaire Maigret de Jean-Louis Muller, épisode Pietr le Letton : le directeur de la P.J.
- 1972 : Les Enquêtes du commissaire Maigret de Claude Boissol, épisode Maigret en meublé : le directeur de la P.J.
- 1972 : Les Rois maudits de Claude Barma : l'évêque Adam Orleton
- 1973 : Pour Vermeer de Jacques Pierre
- 1973 : Lucien Leuwen, téléfilm de Claude Autant-Lara
- 1974 : Entre toutes les femmes de Maurice Cazeneuve
- 1976 : Les Enquêtes du commissaire Maigret, épisode Les Scrupules de Maigret de Jean-Louis Muller
- 1976 : Cinéma 16 : La Manipulation de Denys de La Patellière
- 1976 : Le Milliardaire téléfilm de Robert Guez :
- 1977 : Les Enquêtes du commissaire Maigret, épisode Maigret, Lognon et les gangsters de Jean Kerchbron
- 1977 : Un juge, un flic de Denys de La Patellière, première saison (1977), épisode un taxi pour l'ombre
- 1979 : Charles Clément, canut de Lyon (écrit par Jean-Dominique de la Rochefoucauld), téléfilm de Roger Kahane - Bouvier-Dumolard
- 1983 : Les Enquêtes du commissaire Maigret de René Lucot (série télévisée), épisode Maigret s'amuse
- 1984 : Irène et fred, téléfilm de Roger Kahane

## Théâtre

### Comédien
- 1942 : Sodome et Gomorrhe de Jean Giraudoux, mise en scène Georges Douking, Théâtre Hébertot
- 1947 : Nous irons à Valparaiso de Marcel Achard, mise en scène Pierre Blanchar, Théâtre de l'Athénée
- 1948 : Nous irons à Valparaiso de Marcel Achard, mise en scène Pierre Blanchar, Théâtre des Ambassadeurs
- 1952 : Dialogues des carmélites de Georges Bernanos, mise en scène Marcelle Tassencourt, Théâtre Hébertot
- 1954 : La Condition humaine d'André Malraux, mise en scène Marcelle Tassencourt, Théâtre Hébertot
- 1963 : Judith de Friedrich Hebbel, mise en scène Pierre Debauche, Théâtre Daniel Sorano Vincennes
- 1964 : Judith de Friedrich Hebbel, mise en scène Pierre Debauche, Studio des Champs-Élysées
- 1965 : Le Fil rouge d'Henry Denker, mise en scène Raymond Rouleau, Théâtre des Célestins
- 1966 : Électre de Sophocle, mise en scène Silvia Monfort, Théâtre des Mathurins
- 1972 : Mesure pour mesure de William Shakespeare, mise en scène Jaromir Knittl, Festival du Marais

### Metteur en scène
- 1956 : Les Lingots du Havre d'Yves Jamiaque, Théâtre des Arts

## Musique
Sous le nom de Jean Le Boulaire, il participa au violon à la création, en janvier 1941, alors qu'il était en détention au Stalag VIII-A, à Görlitz avec le compositeur Olivier Messiaen, de son Quatuor pour la fin du temps.